# Championnat du monde féminin de basket-ball 1998
Le Championnat du monde de basket-ball féminin 1998 s’est déroulé en Allemagne du 26 mai au 7 juin 1998. Organisé par la FIBA, il est le 13e championnat du monde de basket-ball féminin.
Ce sont seize équipes qui se disputèrent le titre. 
 Ce championnat marque la première participation de la Russie et de la RD du Congo qui prennent respectivement la suite de l’URSS et du Zaïre.

## Lieux de compétition
| Groupes                                                      | Ville         | Salle | Capacité | localisation                                                       |
| ------------------------------------------------------------ | ------------- | ----- | -------- | ------------------------------------------------------------------ |
| -                                                            | Münster       |       |          | \| Münster Wuppertal Fulda Karlsruhe Dessau-Roßlau Brême Berlin \| |
| -                                                            | Wuppertal     |       |          | \| Münster Wuppertal Fulda Karlsruhe Dessau-Roßlau Brême Berlin \| |
| -                                                            | Fulda         |       |          | \| Münster Wuppertal Fulda Karlsruhe Dessau-Roßlau Brême Berlin \| |
| -                                                            | Karlsruhe     |       |          | \| Münster Wuppertal Fulda Karlsruhe Dessau-Roßlau Brême Berlin \| |
| -                                                            | Dessau-Roßlau |       |          | \| Münster Wuppertal Fulda Karlsruhe Dessau-Roßlau Brême Berlin \| |
| -                                                            | Brême         |       |          | \| Münster Wuppertal Fulda Karlsruhe Dessau-Roßlau Brême Berlin \| |
| -                                                            | Berlin        |       |          | \| Münster Wuppertal Fulda Karlsruhe Dessau-Roßlau Brême Berlin \| |
| Münster Wuppertal Fulda Karlsruhe Dessau-Roßlau Brême Berlin |               |       |          |                                                                    |

## Équipes participantes
| Amérique   | Europe    | Asie         | Océanie   | Afrique  |
| ---------- | --------- | ------------ | --------- | -------- |
| États-Unis | Russie    | Corée du Sud | Australie | Sénégal  |
| Brésil     | Espagne   | Japon        |           | RD Congo |
| Cuba       | Slovaquie | Chine        |           |          |
| Argentine  | Lituanie  |              |           |          |
|            | Hongrie   |              |           |          |
|            | Allemagne |              |           |          |

| Groupe A Argentine Chine Espagne Russie | Groupe B Japon Lituanie Sénégal États-Unis | Groupe C Allemagne Australie Cuba RD Congo | Groupe D Brésil Corée du Sud Hongrie Slovaquie |

## Premier tour

### Groupe A
Argentine - Espagne : 45 - 64
Chine - Russie: 52 - 70
Russie - Argentine : 107 - 32
Espagne - Chine : 72 - 55
Argentine - Chine : 59 - 96
Russie - Espagne : 72 - 70
- Classement

| Rang | Pays      | Pts | V | D | Pp  | Pc  | Diff |
| ---- | --------- | --- | - | - | --- | --- | ---- |
| 1    | Russie    | 6   | 3 | 0 | 249 | 154 | 95   |
| 2    | Espagne   | 5   | 2 | 1 | 206 | 172 | 34   |
| 3    | Chine     | 4   | 1 | 2 | 203 | 201 | 2    |
| 4    | Argentine | 3   | 0 | 1 | 136 | 267 | -131 |

### Groupe B
Sénégal - Lituanie : 53 - 82
États-Unis - Japon : 95 - 89
Japon - Sénégal : 73 - 66
Lituanie - États-Unis : 61 - 87
Japon - Lituanie : 103 - 94
Sénégal - États-Unis : 48 - 77
- Classement

| Rang | Pays       | Pts | V | D | Pp  | Pc  | Diff |
| ---- | ---------- | --- | - | - | --- | --- | ---- |
| 1    | États-Unis | 6   | 3 | 0 | 259 | 198 | 61   |
| 2    | Japon      | 5   | 2 | 1 | 265 | 255 | 10   |
| 3    | Lituanie   | 4   | 1 | 2 | 237 | 243 | -6   |
| 4    | Sénégal    | 3   | 0 | 1 | 167 | 232 | -65  |

### Groupe C
République du Congo - Allemagne : 37 - 89
Australie - Cuba :  92 - 86
Cuba - République du Congo : 96 - 62
Allemagne - Australie : 69 - 88
République du Congo - Australie : 43 - 99
Cuba - Allemagne : 94 - 83
- Classement

| Rang | Pays      | Pts | V | D | Pp  | Pc  | Diff |
| ---- | --------- | --- | - | - | --- | --- | ---- |
| 1    | Australie | 6   | 3 | 0 | 279 | 198 | 81   |
| 2    | Cuba      | 5   | 2 | 1 | 276 | 237 | 39   |
| 3    | Allemagne | 4   | 1 | 2 | 241 | 219 | 22   |
| 4    | RD Congo  | 3   | 0 | 1 | 142 | 284 | -142 |

### Groupe D
Hongrie - Slovaquie : 44 - 50
Brésil - Corée : 75 - 65
Corée - Hongrie : 65 - 71
Slovaquie - Brésil : 60 - 66
Hongrie - Brésil : 78 - 83
Corée - Slovaquie : 56 - 69
- Classement

| Rang | Pays         | Pts | V | D | Pp  | Pc  | Diff |
| ---- | ------------ | --- | - | - | --- | --- | ---- |
| 1    | Brésil       | 6   | 3 | 0 | 224 | 203 | 21   |
| 2    | Slovaquie    | 5   | 2 | 1 | 179 | 166 | 13   |
| 3    | Hongrie      | 4   | 1 | 2 | 193 | 198 | -5   |
| 4    | Corée du Sud | 3   | 0 | 3 | 186 | 215 | -29  |

## Deuxième tour
2 groupe a 6 équipes

## Classement 9 à 12
|  | Tour de classement | Tour de classement |           |    | 9e place | 9e place |
|  | Tour de classement | Tour de classement |           |    | 9e place | 9e place |
|  |                    |                    |           |    |          |          |
|  | 4 juin 13:30       | 4 juin 13:30       |           |    | 5 juin   | 5 juin   |
|  | 4 juin 13:30       | 4 juin 13:30       |           |    | 5 juin   | 5 juin   |
|  | Chine              | 93                 |           |    | 5 juin   | 5 juin   |
|  | Chine              | 93                 |           |    | 5 juin   | 5 juin   |
|  | Hongrie            | 95                 |           |    | 5 juin   | 5 juin   |
|  | Hongrie            | 95                 | Hongrie   | 82 |          |          |
|  | 4 juin 15:30       |                    | Hongrie   | 82 |          |          |
|  |                    | Japon              | 108       |    |          |          |
|  | Japon              | Japon              | 108       | 88 |          |          |
|  | Japon              |                    |           | 88 |          |          |
|  | Allemagne          | 71                 |           |    |          |          |
|  | Allemagne          | 71                 | 11e place |    |          |          |
|  |                    |                    |           |    |          |          |
|  | 5 juin             |                    |           |    |          |          |
|  |                    |                    |           |    |          |          |
|  | Chine              | 60                 |           |    |          |          |
|  | Chine              | 60                 |           |    |          |          |
|  | Allemagne          | 90                 |           |    |          |          |
|  | Allemagne          | 90                 |           |    |          |          |

## Tableau final

### Tableau 1-8
|  | Quarts de finale | Quarts de finale |              |              | Demi-finales           | Demi-finales           |    |  | Finale       | Finale       |
|  | Quarts de finale | Quarts de finale |              |              | Demi-finales           | Demi-finales           |    |  | Finale       | Finale       |
|  |                  |                  |              |              |                        |                        |    |  |              |              |
|  | 4 juin 18:00     | 4 juin 18:00     |              |              | 6 juin                 | 6 juin                 |    |  | 7 juin 20:00 | 7 juin 20:00 |
|  | 4 juin 18:00     | 4 juin 18:00     |              |              | 6 juin                 | 6 juin                 |    |  | 7 juin 20:00 | 7 juin 20:00 |
|  | Lituanie         | 70               |              |              | 6 juin                 | 6 juin                 |    |  | 7 juin 20:00 | 7 juin 20:00 |
|  | Lituanie         | 70               |              |              | 6 juin                 | 6 juin                 |    |  | 7 juin 20:00 | 7 juin 20:00 |
|  | Brésil           | 72               |              |              | 6 juin                 | 6 juin                 |    |  | 7 juin 20:00 | 7 juin 20:00 |
|  | Brésil           | 72               | Brésil       | 79           |                        |                        |    |  | 7 juin 20:00 | 7 juin 20:00 |
|  | 4 juin 20:00     |                  | Brésil       | 79           |                        |                        |    |  | 7 juin 20:00 | 7 juin 20:00 |
|  |                  | États-Unis       | 93           |              |                        |                        |    |  | 7 juin 20:00 | 7 juin 20:00 |
|  | États-Unis       | États-Unis       | 93           | 89           |                        |                        |    |  | 7 juin 20:00 | 7 juin 20:00 |
|  | États-Unis       |                  |              | 89           |                        |                        |    |  | 7 juin 20:00 | 7 juin 20:00 |
|  | Slovaquie        | 62               |              |              |                        |                        |    |  | 7 juin 20:00 | 7 juin 20:00 |
|  | Slovaquie        | 62               | Russie       | 65           |                        |                        |    |  |              |              |
|  | 5 juin 18:00     |                  | Russie       | 65           |                        |                        |    |  |              |              |
|  |                  | États-Unis       | 71           |              |                        |                        |    |  |              |              |
|  | Russie           | États-Unis       | 71           | 85           |                        |                        |    |  |              |              |
|  | Russie           | 6 juin           |              | 85           |                        |                        |    |  |              |              |
|  | Cuba             | 78               |              |              |                        |                        |    |  |              |              |
|  | Cuba             | 78               | Russie       | 82           |                        |                        |    |  |              |              |
|  | 5 juin 20:00     | 5 juin 20:00     | Russie       | 82           | Match pour la 3e place | Match pour la 3e place |    |  |              |              |
|  | 5 juin 20:00     | 5 juin 20:00     |              | Australie    | Match pour la 3e place | Match pour la 3e place | 76 |  |              |              |
|  | Espagne          | 54               | 7 juin 18:00 | 7 juin 18:00 |                        |                        | 76 |  |              |              |
|  | Espagne          | 54               | 7 juin 18:00 | 7 juin 18:00 |                        |                        |    |  |              |              |
|  | Australie        | 87               |              | Australie    | 72                     |                        |    |  |              |              |
|  | Australie        | 87               |              | Australie    | 72                     |                        |    |  |              |              |
|  |                  |                  |              |              |                        |                        |    |  | Brésil       | 67           |
|  |                  |                  |              |              |                        |                        |    |  | Brésil       | 67           |

### Classement 5 à 8
|  | Tour de classement | Tour de classement |          |    | 5e place     | 5e place     |
|  | Tour de classement | Tour de classement |          |    | 5e place     | 5e place     |
|  |                    |                    |          |    |              |              |
|  | 6 juin             | 6 juin             |          |    | 5 juin 15:30 | 5 juin 15:30 |
|  | 6 juin             | 6 juin             |          |    | 5 juin 15:30 | 5 juin 15:30 |
|  | Lituanie           | 66                 |          |    | 5 juin 15:30 | 5 juin 15:30 |
|  | Lituanie           | 66                 |          |    | 5 juin 15:30 | 5 juin 15:30 |
|  | Slovaquie          | 58                 |          |    | 5 juin 15:30 | 5 juin 15:30 |
|  | Slovaquie          | 58                 | Lituanie | 59 |              |              |
|  | 6 juin             |                    | Lituanie | 59 |              |              |
|  |                    | Espagne            | 70       |    |              |              |
|  | Cuba               | Espagne            | 70       | 63 |              |              |
|  | Cuba               |                    |          | 63 |              |              |
|  | Espagne            | 80                 |          |    |              |              |
|  | Espagne            | 80                 | 7e place |    |              |              |
|  |                    |                    |          |    |              |              |
|  | 7 juin 13:30       |                    |          |    |              |              |
|  |                    |                    |          |    |              |              |
|  | Slovaquie          | 81 (ap)            |          |    |              |              |
|  | Slovaquie          | 81 (ap)            |          |    |              |              |
|  | Cuba               | 83                 |          |    |              |              |
|  | Cuba               | 83                 |          |    |              |              |

## Classement final
| Rang | Équipe       |
| ---- | ------------ |
| 1    | États-Unis   |
| 2    | Russie       |
| 3    | Australie    |
| 4    | Brésil       |
| 5    | Espagne      |
| 6    | Lituanie     |
| 7    | Cuba         |
| 8    | Slovaquie    |
| 9    | Japon        |
| 10   | Hongrie      |
| 11   | Allemagne    |
| 12   | Chine        |
| 13   | Corée du Sud |
| 14   | Sénégal      |
| 15   | Argentine    |
| 16   | RD Congo     |